# Jean Hilgers
Jean Hilgers (Sint-Agatha-Berchem, 1963) is een Belgisch bestuurder en voormalig kabinetschef en econoom.

## Levensloop
Jean Hilgers studeerde economische wetenschappen aan de Université catholique de Louvain. In 1987 ging hij bij de Algemene Spaar- en Lijfrentekas aan de slag. In 1992 werd hij adjunct-kabinetschef van vicepremier en minister van Economische Zaken en Justitie Melchior Wathelet. Van 1995 tot 1998 was hij adjunct-kabinetschef en kabinetschef van minister van Financiën Philippe Maystadt en van 1998 tot 1999 kabinetschef van minister van Financiën Jean-Jacques Viseur.
In 1999 werd hij directeur bij de Nationale Bank van België.
Verder is of was hij:
- voorzitter van de raad van bestuur van de Université catholique de Louvain (sinds 2007)
- bestuurder van vastgoedvennootschap Cofinimmo (sinds 2023),[1]
- bestuurder en voorzitter van het auditcomité van de Franstalige publieke omroep RTBF (2004-2019),
- bestuurder en voorzitter van het auditcomité van de Koning Boudewijnstichting (2016-2024),
- bestuurder van de Université catholique de Lille (sinds 2022),
- adviseur van consultant Deloitte (sinds 2023),
- bestuurder van projectontwikkelaar Matexi (sinds 2024),[2]
- bestuurder van verzekeraar AG Insurance (sinds 2024),[3]
- bestuurder van de bank ING België (sinds 2024),[3]
- voorzitter van de raad van bestuur van het Waalse overheidsfonds Wallonie Entreprendre (sinds 2024).[4]